# Ordem dos Francos-Jardineiros

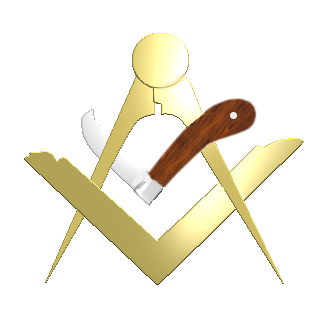
Insignia da Order of Free Gardeners

A Ordem dos Francos-Jardineiros ( Order of Free Gardeners) é uma sociedade fraternal fundada na Escócia, em meados do século XVII, que rapidamente espalhou-se pela Inglaterra e pela Irlanda. Como outras sociedades da época, seu principal objetivo era compartilhar mistérios ocultos, conhecimentos e ajuda mútua. No século XIX, suas ações de ajuda aos membros tornaram-se predominantes. Pelo final do século XX a sociedade estava quase extinta.
Em 1849, a The Ancient Order of Free Gardeners Scotland foi formada em Penicuik. Em 1956, devido à queda de atividade na Escócia, a Grande Loja foi transferida para a Cidade do Cabo, África do Sul, e continua lá.
Embora a Free Gardeners sempre tivesse mantido distância da Maçonaria, a história e a organização das duas Ordens apresentam diversas semelhanças.

## História
A evidência mais antiga da Ordem é uma ata da Loja de Haddington, East Lothian, aberta em 16 de Agosto de 1676, que começa com uma compilação de quinze regras chamadas Interjunctions for ye Fraternity of Gardiners of East Lothian.

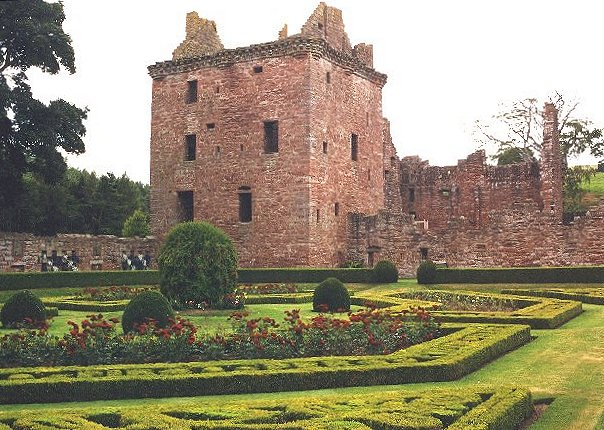
Jardins do Castelo de Edzell Castle Escócia, as datas remotam a 1604.

A Escócia, no século XVII, vivia sob forte agitação civil e fome generalizada. Os ricos proprietários de terra estavam interessados na arquitetura do Renascimento e na concepção do formato dos jardins em suas grandes terras. Os primeiros membros da sociedade em  Haddington não eram jardineiros por profissão, mas os pequenos proprietários e agricultores que praticavam jardinagem como hobbie. Como não praticavam a jardinagem como uma profissão, não poderiam obter o status de uma guilda e associar sua organização com a Maçonaria.
Esta organização criada em Haddington poderia ser vista como uma forma primitiva de união, que procurou organizar a cooperação entre os membros, desde a formação prática e formação ética, e ajudando os mais pobres, viúvas e órfãos. As Lojas dos jardineiros também foram as primeiras a organizar exposições florais, a partir de 1772.
Perto de 1715, uma loja semelhante à de Haddington foi fundada em Dunfermline, apoiada por dois membros da aristocracia local, o Conde de Moray e o Marquês de Tweeddale. Desde a sua origem, admitiu vários não-jardineiros como membros. Foi criada uma sociedade de beneficência e patrocinaram uma corrida de cavalos. organizando uma feira anual de horticultura, antes de transformar-se pouco a pouco em uma sociedade de ajuda mútua. Chegou a uma adesão de 212 membros.

As Lojas de Haddington e Dunfermline expandiram sua área de recrutamento amplamente, sem autorizar criação de novas lojas. Foi somente em 1796 que três novas lojas foram criadas em Arbroath, Bothwell e Cumbnathan.
Durante o século XVIII, cerca de vinte lojas foram criadas, todas na Escócia, e em 6 de novembro de 1849, organizaram uma reunião para criar uma Grande Loja. Os preparativos se aceleraram e em 1859 em Edinburgh, a Grande Loja reuniu representantes de mais de 100 outras lojas, incluindo três estabelecidas nos EUA.
No pico do movimento, havia mais de 10.000 Jardineiros, pertencentes a mais de 50 lojas.
Encorajadas por este sucesso, apareceram durante o século XIX outras sociedades hortícolas competindo entre si. Ao contrário dos Jardineiros, elas não tinham um papel na caridade, ajuda mútua, ou rituais, e que aceitavam qualquer pessoa, homem ou mulher, que pagasse as suas dívidas.

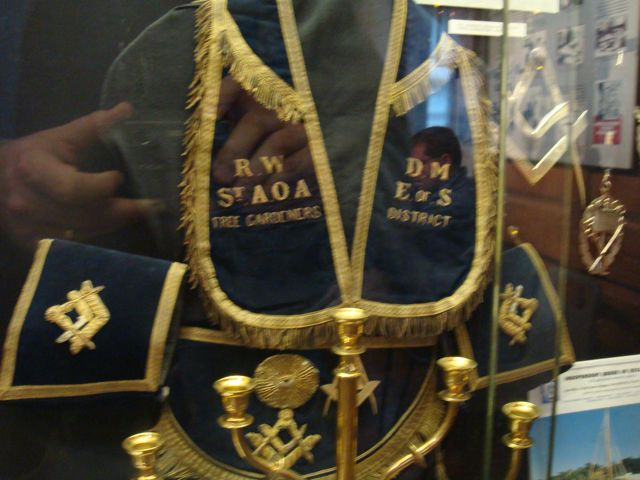
objetos da Ordem expostos em Edimburgo

No século XX, as duas Guerras Mundiais dizimaram a maioria dos membros e a crise econômica de 1929, enfraqueceu as suas capacidades de caridade. As leis de proteção social enfraqueceram as propostas de ajuda, finalizando com a National Insurance Act de 1946. Mesmo antes da Segunda Guerra Mundial, o número de mortes ultrapassou o número de admissões para as lojas. Em 1939, as atas da Loja de Haddington foram interrompidas até 1952, quando os seus últimos oito membros tentaram em vão, relançá-la. Apesar do recrutamento de novos membros, a fraternidade de Haddington pronunciou a sua dissolução em 22 de Fevereiro de 1953. A loja de Dunfermline durou até meados da década de 1980.
Esses desaparecimentos eram parte de uma mudança social. Em 1950 havia cerca de 30.000 Sociedades Fraternas no Reino Unido, enquanto que em 2000 havia menos de 150. Em 2000, a pesquisa de R. Cooper contou uma única loja (em Bristol) para a Inglaterra, mas mencionou a sobrevivência da Ordem dos Jardineiros nas Antilhas (Caribbean British Order of Free Gardners) e uma na Austrália. Em 2002, uma sociedade foi criada na Escócia, com objetivo de pesquisa e conservação das tradições da Ordem e algumas lojas foram revividas nesta ocasião.

## Rituais
Os documentos da Fraternidade a partir do final do século XVII não revelaram vestígios de um conhecimento secreto ou de rituais. No entanto, o interesse rapidamente mostrado pelos membros da aristocracia sugere que esta associação não era apenas para trazer ajuda mútua.
A mais antiga menção conhecida da existência de um mistério no início desta ordem aparece em 28 de janeiro de 1726, quando a fraternidade estudava uma queixa interna que acusava um dos seus membros de difamar alguns dos seus oficiais, dizendo que estes não sabiam dar corretamente as palavras e os sinais da Ordem. Em 1772, outros documentos mostraram que a fraternidade dos Jardineiros tinha 'Palavras' e 'Segredos'. Um documento de 1848 menciona uma orientação, sob a forma de “Sinais, Segredos e Símbolos”. Os historiadores têm à sua disposição rituais completos para Aprendiz, Companheiro e Mestre de 1930. Atas das lojas mostram que os rituais da ordem desenvolveram-se progressivamente, desde uma cerimônia bastante básica de transmissão da 'Palavra' em seus primórdios, até um sistema de três graus semelhantes ao da Maçonaria no final do século XIX.

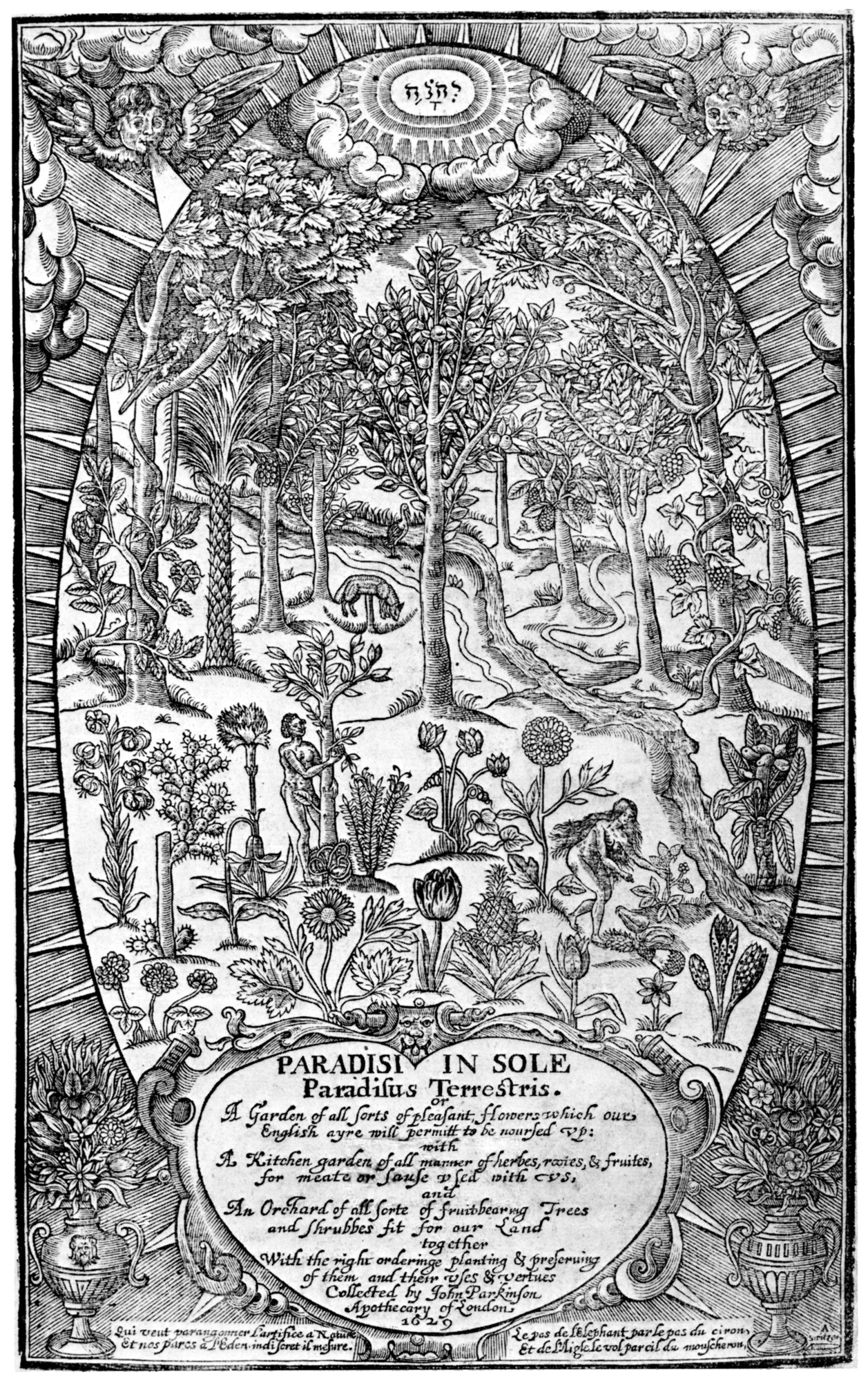
Jardim do Éden Paradisi in Sole (1629) por John Parkinson

Uma conferência de 1873 indica que a a Ordem utilizava o cultivo do solo como um símbolo da nutrição do espírito em inteligência e força, fazendo referência ao Jardim do Éden.
- O ritual de admissão de Aprendizes de Jardineiro "apresenta muitas semelhanças com o de Aprendizes Maçom. Adão poderia, assim, simbolicamente, ser o primeiro Jardineiro da Irmandade. Utilizava-se a bússola e da pá, às quais se acrescenta a faca, apresentados como "as ferramenta mais simples de jardinagem", permitindo "podar os vícios e fazendo crescer as virtudes por estas. No final desta cerimônia, o aprendiz recebia a vestimenta do seu grau.[9]
- O segundo grau faz referência a Noé, o "Segundo Jardineiro", faz com que o companheiro simbolicamente realize uma viagem que o leva para o Jardim do Éden e, em seguida, em direção ao Gethsemani.[9]
- O terceiro grau faz referência a Salomão, o “Terceiro Jardineiro”, e ao símbolo da árvore da oliveira.[9]

As vestes são de dois tipos:
- Vestes longas, atingindo o tornozelo, bordadas com numerosos símbolos relacionados com as lendas da ordem.[10]
- Vestes curtas, com um babador semicircular, assemelhando-se fortemente os aventais dos maçons da Escócia.[11] A do Grande Mestre é bordada com as letras P, G, H, E, iniciais dos quatro rios do Jardim do Éden,[12] e A, N, S, iniciais de Adão, Noé e Salomão,[10] à qual se acrescenta a letra O, provavelmente para 'Azeitona' ou “Olive”, em Inglês.

Geralmente, o simbolismo utilizado pelo Jardineiro parece ter sido fortemente influenciado ao longo do século XIX pela de Maçonaria.
Em vários objetos da ordem que datam do início do século XX, encontra-se um emblema composto por um quadrado, uma bússola e uma faca de enxertia. Como não há um traço deste emblema em documentos anteriores, é provável que ele também tenha sido inspirado da Maçonaria.

## Primeiros membros
Há pouca informação sobre as profissões dos membros antes do final do século XVII. Durante este período, a Loja de Haddington apresentava comerciantes, alfaiates e funcionários públicos, bem como jardineiros. Todos os membros da loja eram originalmente do conselho. Por outro lado, em Dunfermline, antiga capital da Escócia, se orgulhava de contar, entre os membros, com inúmeras pessoas de renome de Edimburgo, assim como a de East Lothian, incluindo o Marquês de Tweeddale, o Conde de Haddington, Lord William Hay, entre outros.
O primeiro registro da loja de Dunfermline foi criado em 1716 com as assinaturas de 214 membros. Neste momento a adesão foi composta por uma maioria de Jardineiros por profissão, mas também inúmeros artesãos e dois membros da aristocracia local. Rapidamente, a associação cresceu e aumentou o nível social a tal ponto que os jardineiros não formavam a maioria dos membros, mas manteve-se o recrutamento local. Em 1721, 101 novos membros de todos os estatutos sociais foram admitidos na loja, de jardineiros e açougueiros até o Duque de Atholl. Nos anos seguintes, houve um número bastante grande de aristocratas iniciados na Loja de Dunfermline, mesmo quando pertenciam a Loja de Haddington, que continuava a ser ativa. A maioria dessas pessoas possuíam jardins famosos. A partir de 1736, data da criação da Grande Loja Maçônica da Escócia, esta tendência cessou e não houve mais iniciações de aristocratas na Loja de Dunfermline.
Religiosamente, todos os membros desta época eram protestantes, e pertenciam à Igreja da Escócia. Politicamente, por outro lado, havia todos os tipos de pessoas.

## As comparações com a Maçonaria
Em 1720, a Escócia tinha uma profusão de sociedades, fraternidades e clubes. A  Maçonaria e a Ordem dos Jardineiros são apenas aquelas que mais se espalharam e duraram mais tempo.
Essas duas ordens apresentam semelhanças importantes relativas à sua organização e desenvolvimento. Ambas nasceram na Escócia, em meados do século XVII entre os grupos de trabalhadores profissionais, que muito rapidamente aceitaram membros de outras profissões. Em ambos os casos, os membros da profissão original tornaram-se minorias a partir do início do século XVIII. Nas duas Ordens, certas lojas abriram-se rapidamente e aceitaram outros membros, em particular os da nobreza, entre outros, sendo a Loja de Haddington para os Jardineiros e a de Edimburgo para os Maçons, mais reticentes.
Quase todos os membros conhecidos que pertenciam às duas ordens eram Jardineiros antes de se tornarem maçons. O maior grupo de Jardineiros que mais tarde se tornou maçon juntou-se ao Kilwinning Scots Arms, loja maçônica fundada em 1729.

## Outros
Ancient Free Gardeners, uma banda de indie-rock, em Melbourne, Austrália, leva o nome da ordem, embora o grupo não tenha nenhuma associação com esta. A inspiração veio de uma visita à filial de Melbourne da irmandade, que agora está extinta.

## Livros
- Robert L.D. Cooper. Les francs-jardiniers, Ivoire Clair (ed) (2000) ISBN 2-913882-05-6
- Robert L. D Cooper. Freemasons, Templars and Gardeners ANZMRC (Melbourne 2005) ISBN 09578256-2-5
- The Free Gardenerswebsite at HistoryShelf.org (Consulted 18 March 2007)
- W. Gow. A Historical Sketch from the Records of the Ancient Society of Gardeners, Dunfermline (1910)